# Stryama
La rivière Stryama (bulgare : Стряма) est une rivière du sud de la Bulgarie. C'est un affluent important de la Maritsa.

## Géographie
Elle prend sa source au sud du Mont Véjen, dans le massif du Grand Balkan.
Son débit moyen est de 8,56 m3/s et sa longueur est de 110,1 km. 
Son bassin couvre 1 394 km2. La Stryama se jette dans la Maritsa, à 16 km à l'est de Plovdiv.
Parmi les affluents de la Stryama sont les rivières 